# Pero Cameron
Sean MacPherson Cameron, detto Pero (Tokoroa, 6 maggio 1974), è un ex cestista e allenatore di pallacanestro neozelandese.
È il fratello di Jody Cameron.
Giocava come ala grande, ma aveva anche ottime doti da ala piccola.

## Carriera

### Giocatore
Di origine maori, inizia a giocare nel campionato neozelandese nel 1992. Per cinque volte ha vinto il titolo di MVP. In seguito ha anche giocato, a livello professionistico, in Australia e nel Regno Unito.
Dal 1994 al 2010 ha fatto parte della Nazionale neozelandese di pallacanestro, con la quale ha partecipato a due olimpiadi (2000 e 2004) e a due campionati mondiali (2002 e 2006). Nel 2002 è stato inserito nel quintetto ideale del campionato mondiale di Indianapolis.

## Palmarès

### Giocatore

#### Squadra
- Campionato neozelandese: 9

Auckland Stars: 1995, 1996
Auckland Rebels: 1997, 1999, 2000
Waikato Titans: 2001, 2002
Waikato Pistons: 2008, 2009
- British Basketball League: 1

Chester Jets: 2001-02
- FIBA World Cup All-Tournament Teams: 1

2002

#### Individuale
- Rookie dell'anno del campionato neozelandese: 1

1992

### Allenatore

#### Squadra
- Campionato neozelandese: 2

Wellington Saints: 2010, 2011

#### Individuale
- Allenatore dell'anno del campionato neozelandese: 1

2010